# Antoing
Antoing é uma cidade e um município da Bélgica localizado no distrito de Tournai, província de Hainaut, região da Valônia.